# ترومای جمعی
ضربه جمعی یا ترومای جمعی (انگلیسی: Collective trauma) واکنش‌های روان‌شناختی به یک رویداد آسیب‌زا جلب می‌کند که بر کل جامعه تأثیر می‌گذارد." ترومای جمعی نه تنها بیانگر یک واقعیت یا رویداد تاریخی است، بلکه یک خاطره جمعی از یک رویداد وحشتناک است که برای آن گروه از افراد رخ داده است.
نشان داده شده است که آسیب های جمعی نقش کلیدی در  شکل‌گیری هویت گروه ایفا می کنند (نگاه کنید به: قانون سرنوشت مشترک( گشتالت). 